# Újezd (Olomouci járás)
Újezd település Csehországban, a Olomouci járásban. Újezd Paseka, Uničov, Žerotín, Želechovice, Strukov, Pňovice, Mladějovice, Dlouhá Loučka és Hnojice településekkel határos. Lakosainak száma 1510 fő (2024. január 1.).

## Népesség
A település lakosságának változását az alábbi diagram mutatja:
| Lakosok száma | 2096 | 2143 | 1928 | 1487 | 1390 | 1334 | 1403 | 1441 | 1443 | 1510 |
|               | 1869 | 1890 | 1921 | 1950 | 1980 | 2001 | 2017 | 2019 | 2022 | 2024 |